# Harz-Verein für Geschichte und Altertumskunde

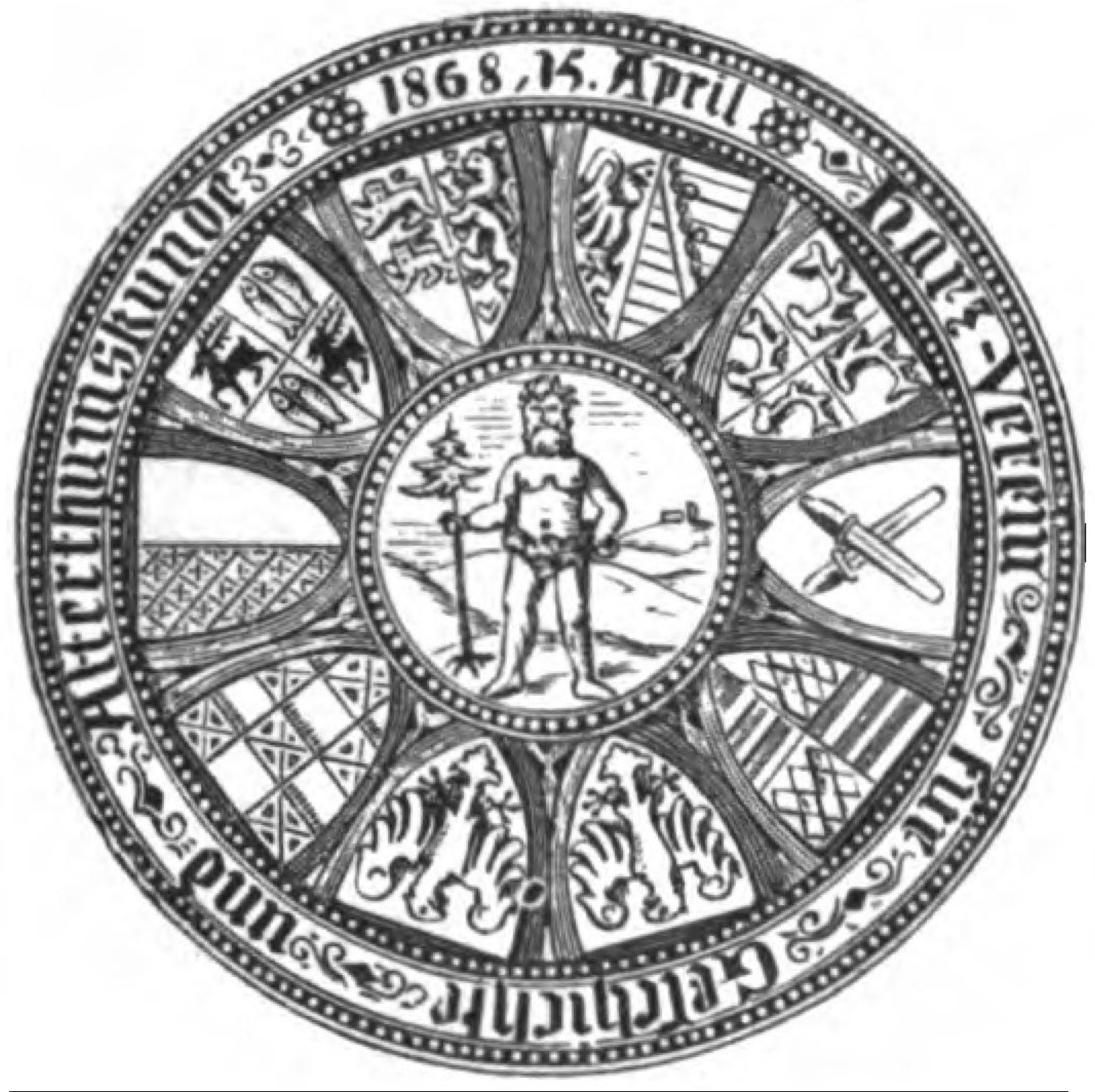
Logo des Harz-Vereins für Geschichte und Altertumskunde 1898

Der Harz-Verein für Geschichte und Altertumskunde e. V. ist ein länderübergreifender Geschichtsverein für ein deutsches Mittelgebirge, den Harz. Sein Sitz ist Braunschweig. Die Geschäftsstelle ist auf Schloss Wernigerode ansässig.

## Geschichte
Der Harz-Verein für Geschichte und Altertumskunde wurde am 15. April 1868 in Wernigerode unter anderen von Graf Botho zu Stolberg-Wernigerode, Eduard Jacobs und Georg Bode gegründet. 1877 übernahm der Wolfenbütteler Bibliotheksdirektor Otto von Heinemann für 20 Jahre den Vorsitz. Spätere Vorsitzende waren ab 1894 Emil Straßburger sowie bis zu seinem Tode 1943 Amtsgerichtsrat Walther Grosse.
Nach der Auflösung des Vereins nach dem Zweiten Weltkrieg erfolgte in den Westzonen dessen Wiedergründung, während es in der sowjetischen Besatzungszone zu keiner Neugründung kam.
Nach der Wiedervereinigung konnte der in Braunschweig ansässige Verein auch wieder in den neuen Bundesländern aktiv werden. Vorsitzende in dieser Zeit waren Gerd Biegel, Christof Römer (1996–2011, von 2016 bis 2017 Ehrenvorsitzender), 2011–2014 Bernd Feicke und seit 2015 Christian Juranek.
Die Geschäftsstelle des Vereins befindet sich heute bei der Verwaltungs- und Betriebsgesellschaft mbH Schloß Wernigerode.
Zweiter Vorsitzender des Vereins ist Friedhart Knolle, Schriftführer Hans-Jürgen Grönke und Schatzmeisterin ist Monika Lücke.
Am 12. und 13. April 2018 würdigte der Landesheimatbund Sachsen-Anhalt unter Vorsitz von Konrad Breitenborn das 150-jährige Bestehen des Harz-Vereins mit mehreren Veranstaltungen im Kloster Ilsenburg.

## Tätigkeitsbereiche
Der Harzverein ist als gemeinnützig anerkannt. Er widmet sich in der Hauptsache der Erforschung der Geschichte des Harzes. Es existieren zu verschiedenen Themen die Arbeitskreise
- Archäologie
- Montangeschichte
- Landesgeschichte (unter Einbeziehung von Orts- und Stadtgeschichte)
- Münz- und Geldgeschichte (Numismatik)
- Rechtsgeschichte
- Kirchen- und Klostergeschichte
- Zeitgeschichte

## Publikationen
Jährlich gibt der Verein seit 1868 die Harz-Zeitschrift (1868–1942 Zeitschrift des Harzvereins für Geschichte und Altertumskunde, Nummerierung wird fortgeschrieben) und in Abständen seit 1909 die Harz-Forschungen heraus. Seit 1999 werden die Harz-Forschungen und seit 2000 die Harz-Zeitschrift beim Lukas Verlag, Berlin verlegt.
Karl-Wolfgang Sanders (1909–2004) war von 1948 bis 1983 Herausgeber der Harz-Zeitschrift, langjähriges Vorstandsmitglied und seit 1991 Ehrenvorsitzender des Harzvereins.

### Veröffentlichungen zur Vereinsgeschichte
- Otto von Heinemann: Rede zur Eröffnung der 25. Hauptversammlung des Harzvereins für Geschichte und Altertumskunde, gehalten zu Wernigerode am 26. Juli 1892, in: Festschrift 3 (1892), S. 1–10
- P. Albert:  Die Goethefeier des Harzgeschichtsvereins, in: Zs. des Harzvereins 61 (1928), S. 97–104
- Wilhelm Herse: Nachruf Walther Grosse, in: Harz-Zeitschrift 1 (1948), S. V
- Wilhelm Herse: Achtzig Jahre Harz-Geschichts-Forschung, in: Harz-Zeitschrift 1 (1948), S. 1–7
- Gerd Biegel: Vereinsbericht 1988–1991, in: Harz-Zeitschrift 43/44 (1991/1992), S. 169–174
- Satzung des Harzvereins und Vereinbarung mit der Stadt Wernigerode zur Harzbücherei vom 5. September 1992, in: Harz-Zeitschrift 43/44 (1991/1992), S. 180–186
- Christian Juranek: Nachruf Werner Feldmann, in: Harz-Zeitschrift 54/55 (2002/2003) 2004, S. 307–308
- Christof Römer: Nachruf Karl-Wolfgang Sanders, in: Harz-Zeitschrift 56 (2004), S. 111–112
- Bernd Feicke:  Zum 70. Geburtstag von Dr. Christof Römer, in: Harz-Zeitschrift 58 (2006), S. 10–22 (mit Bibliographie)
- Bernd Feicke:  Das Mansfelder Land in der Arbeit des Harzvereins, in: Harz-Zeitschrift 59 (2007), S. 27–40
- Fritz Reinboth: Nachruf Gerhard Laub, in: Harz-Zeitschrift 59 (2007), S. 210–211
- Kurt-Uwe Baldzuhn: Die Sozialstruktur des Harzvereins für Geschichte und Altertumskunde im Vergleich mit anderen Geschichtsvereinen im 19. Jahrhundert, in: Harz-Zeitschrift 60 (2008), S. 197–208
- Christian Juranek, Friedhart Knolle: Nachruf Johannes Tschorn, in: Harz-Zeitschrift 60 (2008), S. 257–259 (mit Bibliographie)
- Christof Römer: Zum 60. Geburtstag von Dr. Bernd Feicke, in: Harz-Zeitschrift 62 (2010), S. 11–18 (mit Bibliographie)
- Peter Pohl, Hans-Jürgen Grönke: Zum 75. Geburtstag von Fritz Reinboth, in: Harz-Zeitschrift 62 (2010), S. 261–263 (mit Auswahlbibliographie)
- Bernd Feicke: Hans-Jürgen Grönke zum 65. Geburtstag, in: Harz-Zeitschrift 63 (2011), S. 12–16 (mit Auswahlbibliographie)
- Bernd Feicke, Gerhard Lingelbach:  Dr. Dieter Pötschke zum 65. Geburtstag, in: Harz-Zeitschrift 63 (2011), S. 17–23 (mit Auswahlbibliographie)
- Christian Juranek: Zum 80. Geburtstag von Eberhard Völker, in: Harz-Zeitschrift 63 (2011), S. 277–279 (mit Auswahlbibliographie)
- Bernd Feicke: Ausgewählte Veröffentlichungen des Harzvereins für Geschichte und Altertumskunde zur Geschichte und Landeskunde Anhalts. Eine Literaturstudie aus Anlass des 800. Jubiläums Anhalts, in: Harz-Zeitschrift 64 (2012), S. 127–130.
- Satzung des Harz-Vereins für Geschichte und Altertumskunde e. V. vom 21. April 2012 (Seesen), in: Harz-Zeitschrift 64 (2012), S. 225–230.
- Friedhart Knolle, Fritz Reinboth: Unserem Ehrenmitglied Hans-Günther Griep zum Neunzigsten, in: Harz-Zeitschrift 66 (2014), S. 220–222.
- Bernd Feicke: Dr. Christian Juranek zum 50. Geburtstag, in: Harz-Zeitschrift 66 (2014), S. 223–224.
- Fritz Reinboth: Zum 40. Todestag von Dr. Friedrich Stolberg, in: Harz-Zeitschrift 67 (2015), S. 197–198.
- Claudia Grahmann: 150 Jahre Harzverein für Geschichte und Altertumskunde, in: Neue Wernigeroder Zeitung, H. 11/2018, S. 21.

### Register der Vereinsveröffentlichungen
- Walter Möllenberg: Inhaltsverzeichnis zu Jahrgang 1–50 der Zeitschrift des Harzvereins für Geschichte und Altertumskunde und der dazugehörigen Vereinsveröffentlichungen, Wernigerode 1918
- Walther Grosse:  Inhaltsverzeichnis der Jahrgänge 51–70 der Zeitschrift des Harzvereins für Geschichte und Altertumskunde und der dazugehörigen Vereinsveröffentlichungen, Wernigerode 1938
- Karl-Wolfgang Sanders: Inhaltsverzeichnis zu Jahrgang 71–75 der Zeitschrift des Harzvereins für Geschichte und Altertumskunde und den dazugehörigen Vereinsveröffentlichungen, Braunschweig 1980
- Karl-Wolfgang Sanders:  Inhaltsverzeichnis zu Jahrgang 1–35 der Harz-Zeitschrift (Jahrgang 76–116 der Zeitschrift des Harz-Vereins für Geschichte und Altertumskunde) und der dazugehörigen Vereinsveröffentlichungen, in: Harz-Zeitschrift 40 (1988), S. 97–131
- Bernd Feicke: Inhaltsverzeichnis Jahrgang 36–50/51 der Harz-Zeitschrift (Jahrgang 117–131/132 der Zeitschrift des Harzvereins für Geschichte und Altertumskunde) und der dazugehörigen Vereinsveröffentlichungen, in: Harz-Zeitschrift 54/55 (2002/2003), S. 13–41
- Bernd Feicke: Inhaltsverzeichnis Jahrgang 52/53–60 der Harz-Zeitschrift (Jahrgang 133/134–141 der Zeitschrift des Harz-Vereins für Geschichte und Altertumskunde) und der dazugehörigen Vereinsveröffentlichungen, in: Harz-Zeitschrift 61 (2009), S. 11–44
- Bernd Feicke: Inhaltsverzeichnis der Jahrgänge 61 bis 65 der Harz-Zeitschrift (Jahrgang 142 bis 146 der Zeitschrift des Harz-Vereins für Geschichte und Altertumskunde) und der dazugehörigen Vereinsveröffentlichungen, in: Harz-Zeitschrift 66 (2014), S. 11–30

## Harzbücherei Wernigerode
Der am 15. April 1868 in Wernigerode gegründete Harzverein für Geschichte und Altertumskunde richtete eine Vereinsbücherei ein. Zu den Zielen dieser Initiative zählten die Förderung der Harzgeschichtsforschung und das Sammeln einschlägiger Publikationen zum Thema Harz. Während in den ersten Jahrzehnten die Bestandserweiterung überwiegend durch Geschenkzuwendungen, Schriftentausch und die Übernahme einiger Nachlässe erfolgte, konnten nach dem Zweiten Weltkrieg Restbestände der Harzabteilung der enteigneten Fürstlich Stolberg-Wernigerödischen Bibliothek sowie Teile der ehemaligen Wernigeröder Gymnasialbibliothek in den Bestand übernommen werden.
Die 1955 erfolgte Ausgliederung der Harzbücherei an das Harzmuseum Wernigerode führte zu einem Ausbau vor allem der Bestände an geologischer, floristischer und Bergbau-Literatur. Entsprechend der wachsenden Bedeutung der Harzgeschichtsforschung wurde die Harzbücherei ab 1981 hauptamtlich mit einer Fachkraft besetzt. Fehlende Harzliteratur wurde nun konsequent durch Ankäufe aus Privatbesitz und Antiquariaten ergänzt.
Die Ausgliederung der Harzbücherei aus dem Museum und der Anschluss an die Stadtbibliothek mit dem Status einer Sonderabteilung 1992 ermöglichte einen kontinuierlichen Bestandsaufbau durch größere finanzielle Mittel sowie eine fachspezifische Bestandserschließung durch die Besetzung mit einer zweiten Bibliothekarin. Die Möglichkeiten, die sich durch die Grenzöffnung ergaben, brachten nun auch eine große Zahl neuer Bücher mit sich, nicht nur durch Ankäufe, sondern auch durch die Überführung der während der deutschen Teilung in Braunschweig gesammelten Bestände des Harzvereins, soweit sie dem Sammelgebiet der Harzbücherei entsprachen.

Den umfangreichsten Zugang seit Bestehen der Bibliothek stellt die Übernahme eines großen Teiles der Privatbibliothek des langjährigen Herausgebers der Harz-Zeitschrift und Ehrenvorsitzenden des Harzvereins, Herrn Karl-Wolfgang Sanders aus Bad-Harzburg im Jahr 2007 dar.
Der jetzige Bestand der Harzbücherei umfasst etwa 26.000 Medieneinheiten (Bücher, Zeitschriften, Karten, audio-visuelle und digitale Medien).
Sammelschwerpunkte sind Literatur zu Stadt, Grafschaft und Kreis Wernigerode; Genealogie; Bergbau; Geologie; Reiseliteratur; Brockenliteratur; Fauna und Flora; Verkehrswesen; Belletristik; Bibliographien; Landeskunde und Landesgeschichte Sachsen-Anhalt und Niedersachsen. Außerdem entwickelte sich die Einrichtung in den letzten Jahren zum Bestandszentrum zu Victor Aimé Huber; eine weitere Sondersammlung beinhaltet Literatur von und über Rudolf Prietze.
Die Harzbücherei gibt jährlich ein Auswahlverzeichnis Neuerwerbungen heraus.
Am 25. März 1999 wurde die zwischen der Stadt Wernigerode und dem Harzverein vereinbarte gesonderte Aufstellung der Bücher des Harzvereins in der Walther-Grosse-Bibliothek realisiert.
Standort:
- Harzbücherei Wernigerode – Wissenschaftliche Regionalbibliothek. Klint 10, 38855 Wernigerode[5]